# 特里頓 (愛達荷州)
特里頓（英語：Terreton）是位於美國愛達荷州傑佛遜縣的一個非建制地區。該地的面積和人口皆未知。

## 地理
特里頓的座標為43°50′30″N 112°26′11″W / 43.84167°N 112.43639°W，而該地的平均海拔高度為1460米（即4790英尺）。